# Coppa Italia 1983-1984 (pallavolo maschile)

La Bartolini Bologna, vincitrice dell'edizione

La Coppa Italia di pallavolo maschile 1983-84 fu la 6ª edizione della manifestazione organizzata dalla FIPAV.

## Regolamento e avvenimenti
Alla manifestazione presero parte le trentasei squadre di Serie A1 e A2. Si disputarono quattro turni eliminatori: le squadre di A1 entrarono in gioca a seconda dei tempi di eliminazione nei play-off scudetto di quella stagione.
Le finaliste furono quattro, e disputarono il girone finale a Forlì, tra il 1º e il 3 giugno 1984; vincitrice risultò essere la Bartolini Bologna.

## Girone finale

### Partecipanti
- Bartolini Bologna
- Panini Modena
- Riccadonna Asti
- Robe di Kappa Torino

### Classifica
| Pos. | Squadra              | Pt | G | V | P | SV | SP |
| ---- | -------------------- | -- | - | - | - | -- | -- |
| 1.   | Bartolini Bologna    | 6  | 3 | 3 | 0 | 9  | 4  |
| 2.   | Panini Modena        | 4  | 3 | 2 | 1 | 8  | 3  |
| 3.   | Robe di Kappa Torino | 2  | 3 | 1 | 2 | 4  | 7  |
| 4.   | Riccadonna Asti      | 0  | 3 | 0 | 3 | 2  | 9  |

| Vincitrice della Coppa Italia |

### Risultati

#### Tabellone
|         | Asti | Bologna | Modena | Torino |
| ------- | ---- | ------- | ------ | ------ |
| Asti    | XXX  | –       | –      | –      |
| Bologna | 3-1  | XXX     | 3-2    | 3-1    |
| Modena  | 3-0  | –       | XXX    | 3-0    |
| Torino  | 3-1  | –       | –      | XXX    |